# Om partnere
|  | Denne artikel er oprettet af botten Steenthbot ud fra en ekstern database. Den kan derfor have sproglige fejl eller mangler. Denne skabelon kan fjernes efter kontrol af indholdet. |

Om partnere er en dansk undervisningsfilm fra 1974 instrueret af Werner Hedman og efter manuskript af Astrid Henning-Jensen.

## Handling
Introduktion til partnerkundskab for 2. klasse.